# قلعه شونفلز

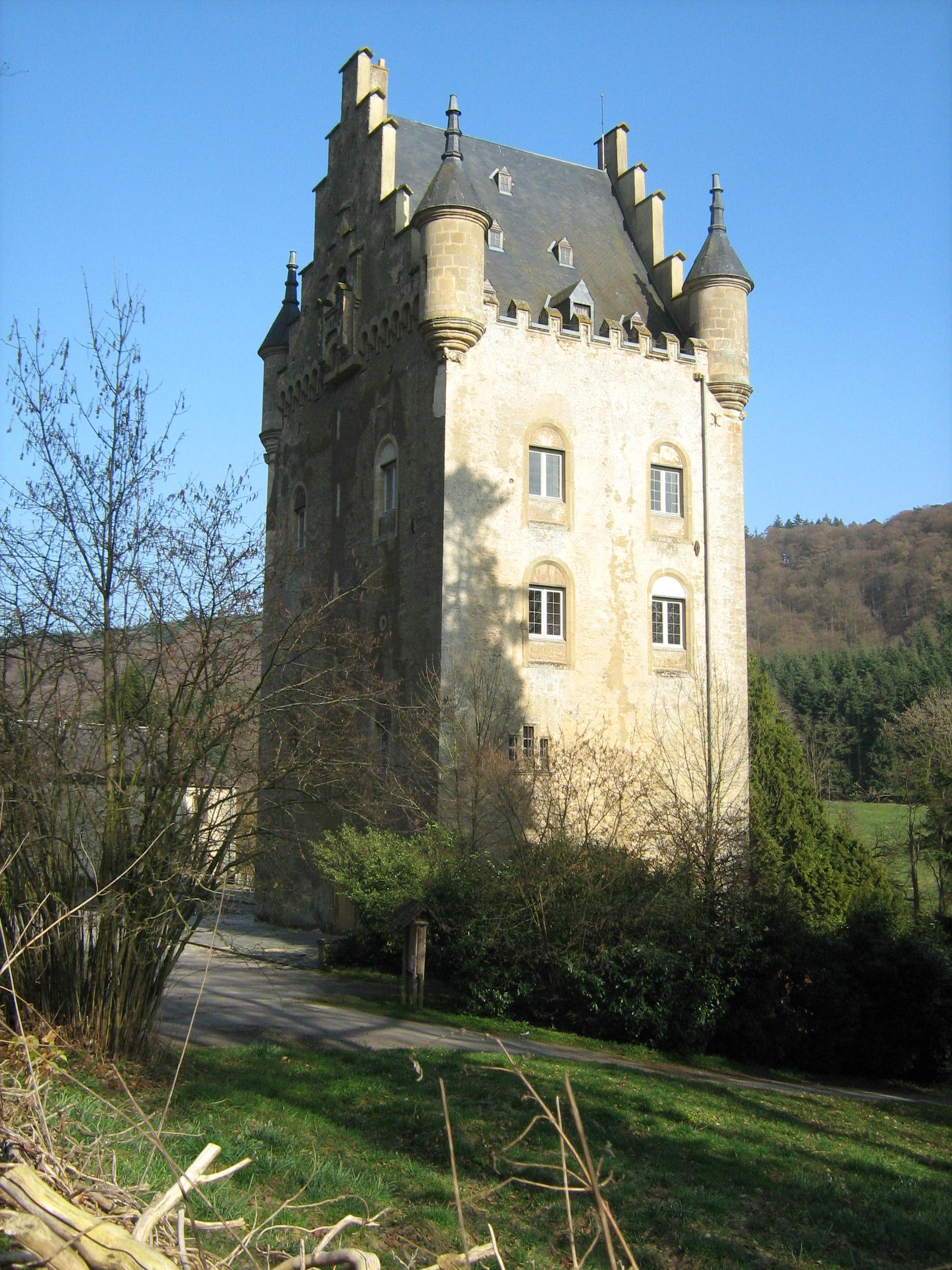
قلعه شونفلز

قلعه شونفلز (به فرانسوی : Château de Schoenfels ) در قرن 12 میلادی بنا شد ، یکی از قلعه های متعلق به دره هفت قلعه در مرکز لوکزامبورگ است . در دهکده شونفلز در دره مامر بین کوپستال (به‌انگلیسی:Kopstal) ومرسچ (به‌انگلیسی:Mersch)واقع شده و درحال حاضر این قلعه به ایالت لوکزامبورگ تعلق دارد.

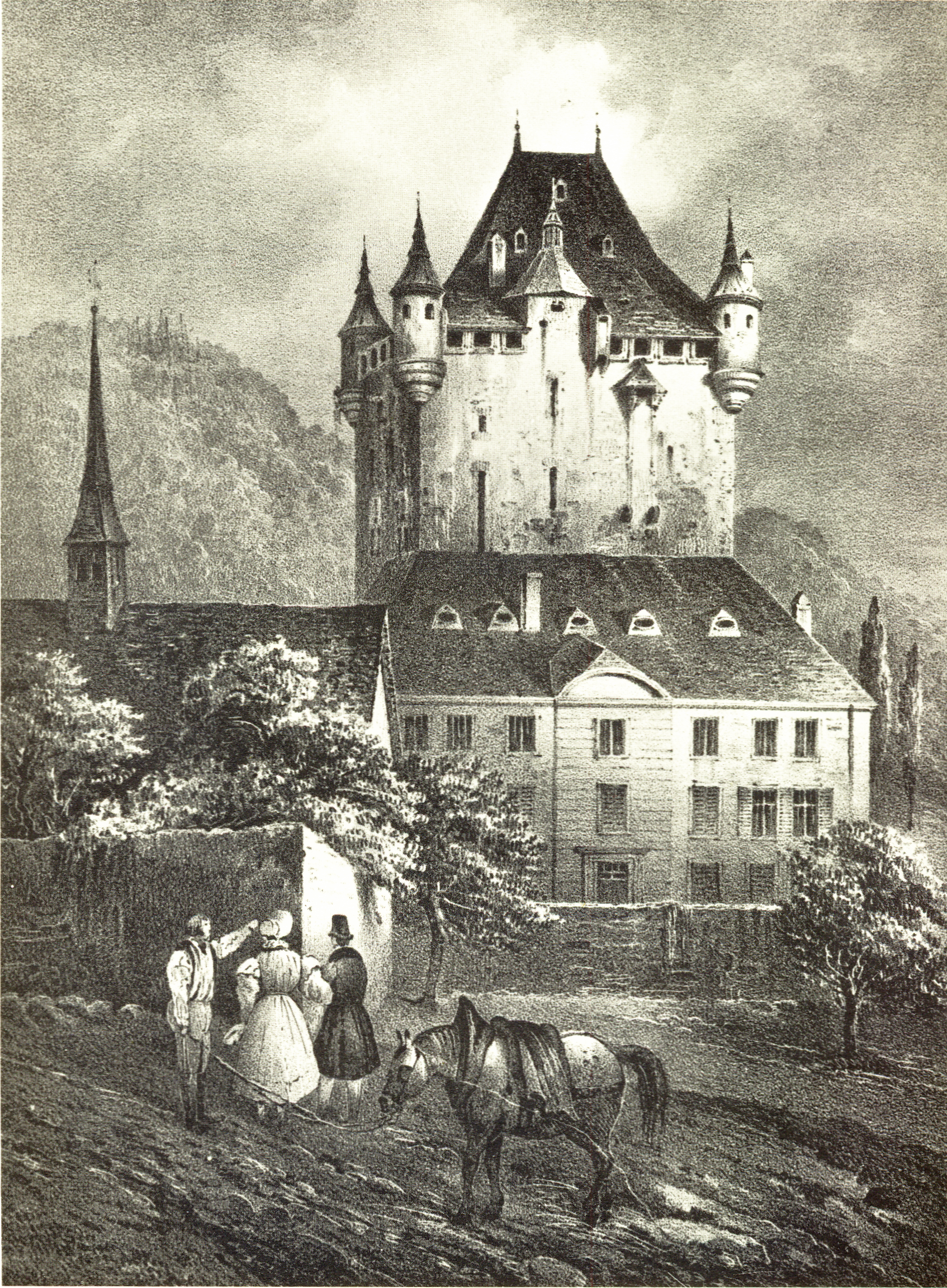
طراحی توسط نیکلاس لیز (۱۸۳۴میلادی) با خانه ای که اکنون تخریب شده است

## تاریخچه
این قلعه توسط فریدریش شونولز در سال ۱۲۹۲میلادی ساخته شده است. پس از ازدواج ، با خانواده های آنسمبورگ و صنعم این قلع برای فریدریش تعلق گرفت. در قرن شانزدهم ، هنری شلودر از لاچن مالک و ارباب شونفلز و بوسباخ شد. در سال ۱۶۸۳میلادی ، فرانسوی ها قسمتی از قلعه را تخریب کردند و در سال ۱۶۹۰میلادی قلعه و روستا پس از اختلاف بین تئودور فون نونهوذر و لرد براندنبورگ به آتش کشیده شدد. در سال ۱۷۵۹میلادی، پیر فرانسوا دو گیلوت دو جنویلاک پس از ازدواج با ماری کاترین دو نونهوذر ، لرد شونفلد شد. در سال ۱۸۱۳میلادی ، پسرش فرانسوا رومن دو گیلو قلعه را به ژان باتیست تورن سوتور ، فرماندار ایالت لوکزامبورگ در دوره بلژیک (۱۸۳۹-۱۸۳۱میلادی) فروخت. ژاک انگلر ، سناتور بلژیکی ، این قلعه را در سال ۱۸۴۰میلادی خریداری کرد و آن را به داماد خود بارون اوت گوتالز سپرد. در سال ۱۹۴۸میلادی ، صنعتگر لوکزامبورگ کمیل ویس این ملک را خریداری کرد اما در سال ۱۹۷۱میلادی آن را به ایالت لوکزامبورگ فروخت.

### قلعه امروز
پس از باز سازی این قلعه و با توجه به محدودیت های قرار داده شد برای این قلعه بازدید از آن برای عموم مردم آزاد نیست.